# Stacja Narciarska Zieleniec
Stacja narciarska Zieleniec Sport Arena – położona w Zieleńcu (dzielnica Dusznik-Zdroju) na wschodnich zboczach Gór Orlickich (Sudety Środkowe), między Orlicą (1084 m n.p.m.), Šerlichem (1025 m n.p.m.), Zielonym Garbem (1026 m n.p.m.) i Masarykovą Chatą (1013 m n.p.m.) jest największym kurortem narciarskim w Kotlinie Kłodzkiej i jednym z największych w Polsce. Kompleks wyciągów i tras narciarskich ma wyjątkowy mikroklimat zbliżony do alpejskiego. Śnieg leży tam prawie przez 150 dni w roku, a północna wystawa stoków i niskie temperatury zapewniają dobre warunki narciarskie.

## Wyciągi i trasy
Zieleniec Sport Arena oferuje narciarzom i snowboardzistom 29 wyciągów i koleje, na które składa się także 5 nowoczesnych kanap (w tym jedna kanapo-gondola) oraz 22 kilometry dobrze przygotowanych tras. Większość z nich jest oświetlonych, dzięki czemu narciarze mogą szusować do późnych godzin wieczornych (przeważnie do 21:00). Trasy zjazdowe w kurorcie są zróżnicowane pod względem techniki jazdy: od bardzo łatwych dla początkujących adeptów narciarstwa, po bardzo wymagające. Stacja ma także 4 wyciągi dydaktyczne idealnie nadające się do nauki jazdy na nartach. Parametry poszczególnych wyciągów i tras są następujące:
| Wyciąg         | Wyciąg        | Wyciąg    | Wyciąg                      | Wyciąg        | Wyciąg                  | Wyciąg                     | Trasa                | Trasa                | Trasa             | Trasa                    | Uwagi                                         |
| nr wy- cią- gu | nazwa wyciągu | operator  | rodzaj                      | dłu- gość (m) | prze- wyż- sze- nie (m) | prze- pusto- wość (osób/h) | trudność             | na- chy- le- nie (%) | oś- wie- tle- nie | sztucz- ne naśnie- żanie | Uwagi                                         |
| -------------- | ------------- | --------- | --------------------------- | ------------- | ----------------------- | -------------------------- | -------------------- | -------------------- | ----------------- | ------------------------ | --------------------------------------------- |
| 1              | Siódemka      | Winterpol | orczyk                      | 2 × 350       | 95                      | 600                        | czerwona             | 27                   | nie               |                          |                                               |
| 2              | Piątka        |           | orczyk                      | 720           | 180                     | 600                        | czerwona             | 25                   | nie               |                          |                                               |
| 3              | Piątka        | Winterpol | 4-osobowa kolej krzesełkowa | 900           | 280                     | 2500                       | czerwona             | 31                   | nie               |                          | kolej działa od 2005 roku                     |
| 4              | Szarotka      | Winterpol | baby lift                   | 70            | 5                       | 400                        | zielona              | 7                    | nie               |                          |                                               |
| 5              | Szarotka      |           | baby lift                   | 100           | 30                      | 400                        | zielona              |                      | nie               |                          |                                               |
| 6              | Czwórka       | Winterpol | talerzyk                    | 448           | 109                     | 600                        | niebieska            | 24                   | tak               |                          |                                               |
| 7              | Trójka        | Winterpol | 6-osobowa kolej krzesełkowa | 620           | 141                     | 600                        | niebieska            | 23                   | nie               |                          | kolej działa od 2008 roku                     |
| 8              | Lider-ski     |           | baby lift                   | 100           | 20                      | 400                        | niebieska            | 20                   | tak               | nie                      | jazdy tylko z instruktorem                    |
| 9              | Adam-Ski      |           | baby lift                   | 70            | 5                       | 400                        | niebieska            | 7                    | nie               | nie                      | jazdy tylko z instruktorem                    |
| 10             | Bartuś I      |           | talerzyk                    | 250           | 42                      | 600                        | niebieska            | 17                   | tak               |                          |                                               |
| 10a            | Bartuś II     |           | talerzyk                    | 250           | 42                      | 600                        | niebieska            | 17                   | tak               |                          |                                               |
| 11             | Gryglówka     | Gryglówka | 4-osobowa kolej krzesełkowa | 600           | 120                     | 2500                       | czerwono-niebieska   | 20                   | tak               |                          | kolej działa od 2006 roku                     |
| 12             | Śnieżka       | Gryglówka | talerzyk                    | 233           | 40                      | 600                        | niebieska            | 17                   | tak               |                          |                                               |
| 13             | Kaja          | Gryglówka | talerzyk                    | 474           | 110                     | 600                        | niebieska            | 23                   | nie               |                          |                                               |
| 14             | Kubuś         | Nartorama | baby lift                   | 80            | 10                      | 400                        | zielona              | 13                   | nie               |                          |                                               |
| 15             | Dziesiątka    | Nartorama | orczyk                      | 443           | 110                     | 700                        | czerwono-niebieska   | 25                   | nie               | nie                      |                                               |
| 16             | Irena         | Bla-bli   | talerzyk                    | 232           | 58                      | 600                        | niebieska            | 25                   | tak               | nie                      |                                               |
| 17             | Jodła         | MON       | talerzyk                    | 505           | 120                     | 600                        | czarna               | 24                   | nie               | nie                      | tylko dla kadry wojskowej i Straży Granicznej |
| 18             | Dwójka        | Nartorama | orczyk                      | 2 × 700       | 142                     | 600                        | czerwono-niebieska   | 20                   | tak               | tak                      |                                               |
| 19             | Patyczak      | Nartorama | talerzyk                    | 260           | 38                      | ok. 600                    | zielona              | 15                   | tak               | tak                      |                                               |
| 20             | Patyczak      | Nartorama | talerzyk                    | 260           | 38                      | ok. 600                    | zielona              | 15                   | tak               | tak                      |                                               |
| 21             | Diament I     |           | talerzyk                    | 264           | 36                      | 600                        | zielona              | 14                   | tak               | tak                      |                                               |
| 22             | Diament II    |           | talerzyk                    | 265           | 36                      | 600                        | zielona              | 14                   | tak               | tak                      |                                               |
| 23             | Szóstka       | Winterpol | orczyk                      | 2 × 700       | 140                     | ok. 600                    | czerwona i niebieska | 20                   | nie               |                          |                                               |
| 24             | ASN           |           | baby lift                   | 80            | 10                      | 400                        | zielona              | 13                   | nie               | nie                      | jazdy tylko z instruktorem                    |
| 25             | Tubing        | Mieszko   | tubing                      | 120           |                         |                            | niebieska            |                      | nie               |                          |                                               |
| 26             | Mieszko III   | Mieszko   | talerzyk                    | 350           | 55                      | 600                        | zielona              | 16                   | tak               | tak                      |                                               |
| 27             | Mieszko S1    | Mieszko   | baby lift                   | 70            | 12                      | ok. 400                    | zielona              | 17                   | nie               |                          |                                               |
| 28             | Mieszko S2    | Mieszko   | talerzyk                    | 200           |                         | ok. 400                    | zielona              |                      | tak               |                          |                                               |
| 29             | Mieszko II    | Mieszko   | talerzyk                    | 300           | 61                      | 600                        | niebieska            | 20                   | tak               | tak                      |                                               |
| 30             | Mieszko I     | Mieszko   | talerzyk                    | 300           | 68                      | ok. 400                    | niebieska            | 23                   | tak               |                          |                                               |

- Na wszystkie 24 wyciągi i koleje obowiązuje jeden karnet, który można kupić w samej stacji narciarskiej, jak i za pośrednictwem strony internetowej.
- W trakcie trwania narciarskiego sezonu ośrodek czynny jest od godziny 9:00 do 22:00
- Żadna z tras ośrodka nie jest homologowana przez FIS.
- Niektóre koleje czynne są również w sezonie letnim

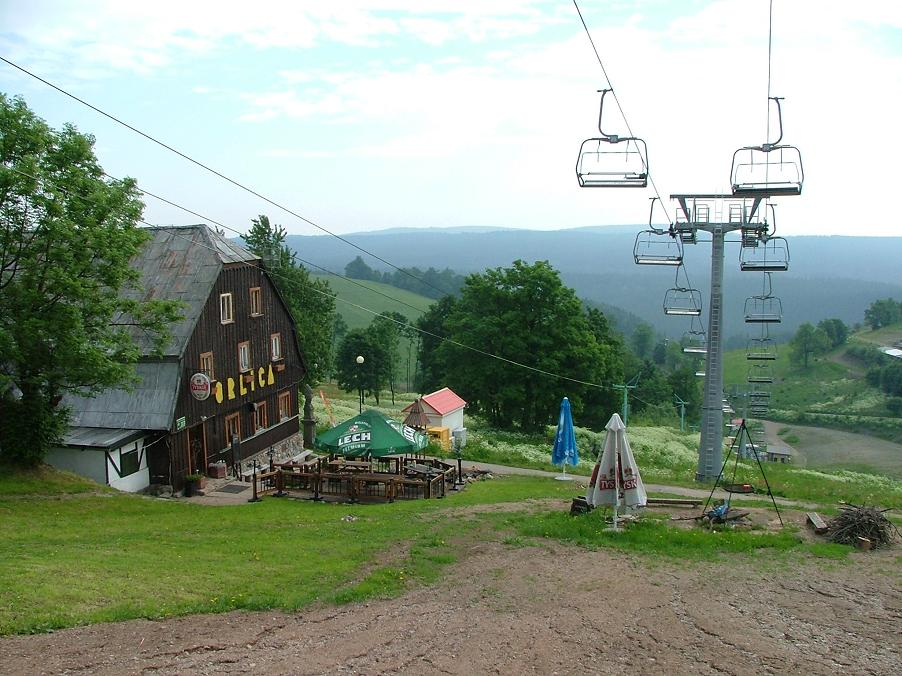
Schronisko PTTK „Orlica” i wyciąg Winterpolitik W5

## Trasy biegowe
Łącznie w okresie zimowym w Górach Orlickich przygotowanych jest ok. 212 km tras o różnym poziomie trudności. Główną trasę stanowi w przeważającej części szlak Jiráskovy biegnący grzbietami Gór Orlickich wokół najwyższego szczytu – Wielkiej Desztnej. Narciarze mogą skorzystać z kilku oznakowanych pętli, oferujących atrakcje przyrodnicze (np. Zielony Garb i Bukačka) oraz kulturowe (grupa warowna Hanička, Kaplica Kunsztacka, Kościół pw. Wniebowzięcia NMP w Neratovie).
Czeskie trasy tworzą pętle oraz łączą się z trasami po polskiej stronie granicy. Są przygotowywane dwa razy w tygodniu. Tam, gdzie jest to możliwe, jedna trasa przygotowana jest do techniki klasycznej, a druga, równoległa do techniki łyżwowej (np. pętla w Orlickim Záhorí).
Trasy są oznakowane pomarańczowymi znakami kierunkowymi, w miejscach wejścia na trasy umieszczone zostały duże mapy.

## Pozostała infrastruktura
Na terenie ośrodka do dyspozycji narciarzy i snowboardzistów są:
- baza noclegowa – hotele, pensjonaty i inne miejsca noclegowe, które w większości położone są przy samych stokach
- wypożyczalnie sprzętu narciarskiego (VIP-Ski, Ośrodek Wierch, Jagienka, Malwina, Mieszko, Bacówka, Akademicka Szkoła Narciarska (ASN), Agal Sport, Adam-Ski)
- szkółki narciarskie: Diament, Mieszko, T&T (przy wyciągu Mieszko 2), Winterpol, Adam-Ski, Szkółka Le Ski, Akademicka Szkoła Narciarska (ASN) i przedszkole dla dzieci, przy Vital & SPA Resort Szarotka (bezpośrednio pod wyciągiem nr 5 znajduje się do dyspozycji dzieci Kubusiowa Karuzela)
- 1 snowpark
- placówka GOPR
- liczne punkty gastronomiczne (bary)
- parkingi (2 parkingi główne o pojemności 500 samochodów osobowych i 50 autobusów oraz 6 zatoczek parkingowych. Pod 3 restauracjami parkingi bezpłatne).

Oprócz bogatej infrastruktury narciarskiej, Zieleniec posiada przede wszystkim niezwykle zróżnicowane zaplecze noclegowo-gastronomiczne: liczne hotele, pensjonaty oraz wille, restauracje i bary. Kurort otwiera się także na rodziny z dziećmi, dla których znajdzie się tam także wiele atrakcji. Zimą to przede wszystkim bogata oferta szkółek narciarskich oraz dostosowane do potrzeb najmłodszych wewnętrzne place zabaw. Lato również jest w Zieleńcu atrakcyjną porą roku, a wśród atrakcji warto wspomnieć o łowisku pstrąga, ranchu Grylówka czy Torfowisku pod Zieleńcem oraz wielu licznych trasach rowerowych czy pięknych szlakach turystycznych wiodących grzbietami Gór Orlickich i Gór Bystrzyckich.

## Operatorzy
Poszczególne wyciągi należą do kilku operatorów, takich jak:
- Winterpol Sp. z o.o. (wyciągi 1, 3, 4, 6, 7 i 23) mający siedzibę w Dusznikach-Zdroju. Prezesem zarządu spółki jest Józef Kamiński, wiceprezesem Marek Sobiesiak, a prokurentem – Magdalena Sobiesiak-Michalska – dzieci Ryszarda Sobiesiaka. Operator ten jest też właścicielem Stacji Narciarskiej „Biały Jar” w Karpaczu,
- Baza Turystyczno-Wypoczynkowa „Gryglówka” Kazimierz Grygiel (wyciągi 11–13), z siedzibą w Zieleńcu 67,
- Usługi Turystyczne „Mieszko” s.c. (wyciągi 25–30), z siedzibą w Zieleńcu 134,
- Ośrodek Wypoczynkowy „Nartorama” (14, 15 i 18–20), z siedzibą w Zieleńcu 136,
- wyciągi 2, 5, 8–10, 16, 17, 21, 22 i 24 należą do innych operatorów.

## Historia
Rok 1880 zapoczątkował karierę Zieleńca jako ośrodka narciarskiego. Dzięki rozpropagowaniu przez Heinricha Rübartscha narciarstwa szybko doceniono warunki klimatyczne osady. Na początku XX wieku istniały już zagospodarowane trasy i tereny narciarskie, tor saneczkowy i skocznia narciarska. Dalsza dynamiczna rozbudowa Zieleńca w latach 1930–1938 była związana z utworzeniem tu ośrodka sportów zimowych w zakresie przygotowań olimpijskich.
Na początku lat 70. powstały tu wyciągi zaczepowe, zamienione wkrótce na talerzykowe i orczykowe. Zbudowano parkingi, powstały nowe obiekty gastronomiczne i usługowe. Akademia Wychowania Fizycznego we Wrocławiu, przejmując ośrodek szkoleniowy, miała plany rozbudowy centrum przygotowań olimpijskich. Plany te obejmowały inwestycje w infrastrukturę sportów zimowych w Zieleńcu, na Koziej Hali, Jamrozowej Polanie i Podgórzu (dzielnicy Dusznik-Zdroju). Miał być to największy zespół wyciągów i tras zjazdowych w Sudetach. Jedynie część planów została zrealizowana.
Wyciągi narciarskie, snowpark i snotubing należące do spółki Usługi Turystyczne „Mieszko” s.c. powstawały tu od 1993 roku.
Akademicka Szkoła Narciarska (ASN) powstała w sezonie zimowym 1996/97.
Spółka Winterpol została zarejestrowana w KRS w październiku 2003 roku.
Kolejne koleje krzesełkowe uruchamiane były w latach: 4-osobowy (nr 3, tzw. Piątka) w roku 2005, następny w 2006 roku (nr 11, tzw. Gryglówka) i wreszcie kolej 6-osobowa (nr 7, tzw. Trójka, z podgrzewanymi kanapami i osłoną, pierwszy taki w Polsce) – w 2008 roku.
Ośrodek Wypoczynkowy „Nartorama” otrzymał dofinansowanie przy realizacji projektu inwestycyjnego „Rozwój nowych usług turystycznych ośrodka Nartorama”, ze środków Unii Europejskiej w ramach Regionalnego Programu Operacyjnego dla województwa dolnośląskiego na lata 2007–2013, Priorytet nr 1, Schemat 1.1 D1 a (Dotacje inwestycyjne dla MŚP zwiększające atrakcyjność turystyczną regionu). Całkowita wartość projektu wynosi 7 542 200 zł, a dofinansowanie ze środków Europejskiego Funduszu Rozwoju Regionalnego wynosi 3 008 398,20 zł oraz 530 893,80 zł z budżetu państwa.